# О’Хара, Джеральд Патрик
Джеральд Патрик Алоизиус О’Хара (англ. Gerald Patrick Aloysius O’Hara; 4 мая 1895, Скрентон, США — 16 июля 1963, Уимблдон, Великобритания) — американский прелат и ватиканский дипломат. Титулярный епископ Гелиополиса Финикийского и вспомогательный епископ Филадельфии с 26 апреля 1929 по 16 ноября 1935. Епископ Саванны с 16 ноября 1935 по 12 июля 1950. Временный поверенный в делах и регент апостольской нунциатуры в Румынии с 21 мая 1946 по 5 июля 1950. Епископ-архиепископ Саванны-Атланты с 12 июля 1950 по 17 октября 1959. Апостольский нунций в Ирландии с 27 ноября 1951 по 8 июня 1954. Апостольский делегат в Великобритании с 8 июня 1954 по 16 июля 1963. Титулярный архиепископ Пессинонте с 17 октября 1959 по 16 июля 1963. 